# Arthur Lutze

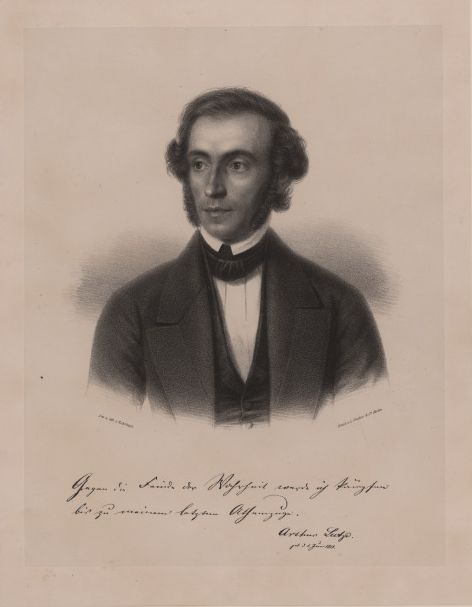
Arthur Lutze - Lithografie von 1846

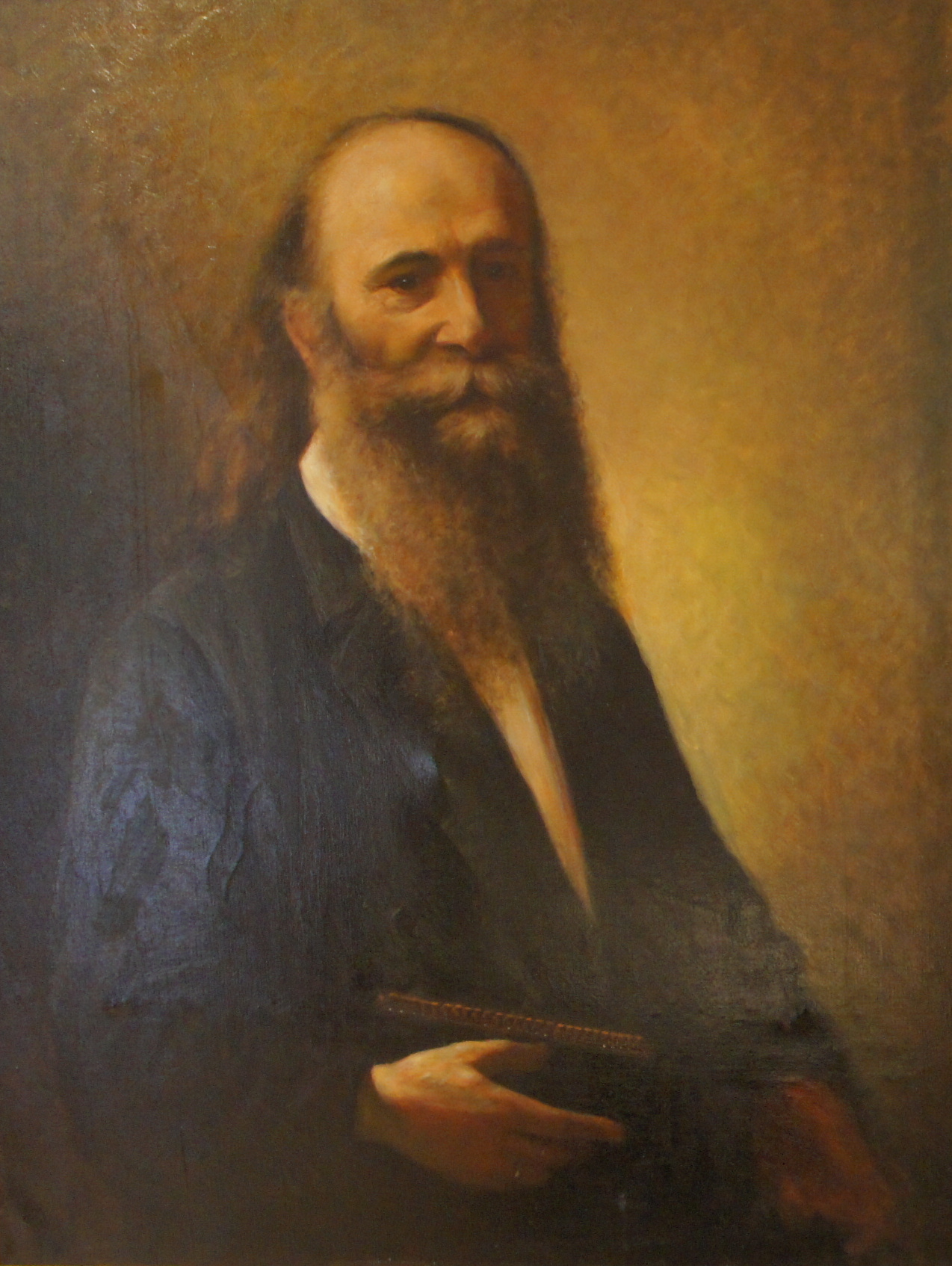
Arthur Lutze, um 1860

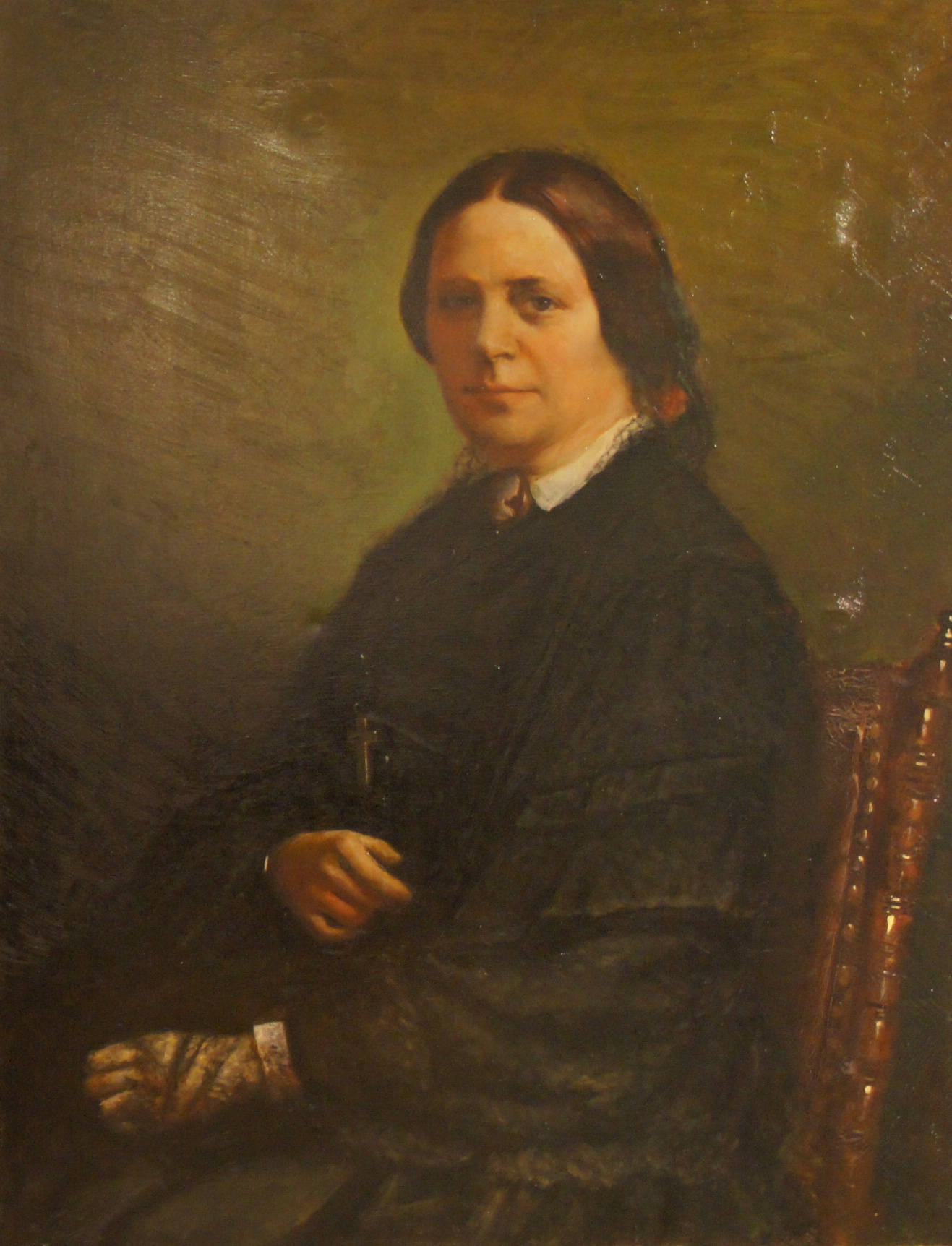
Ehefrau Eugenia Auguste geb. Lautsch (1823–1900)

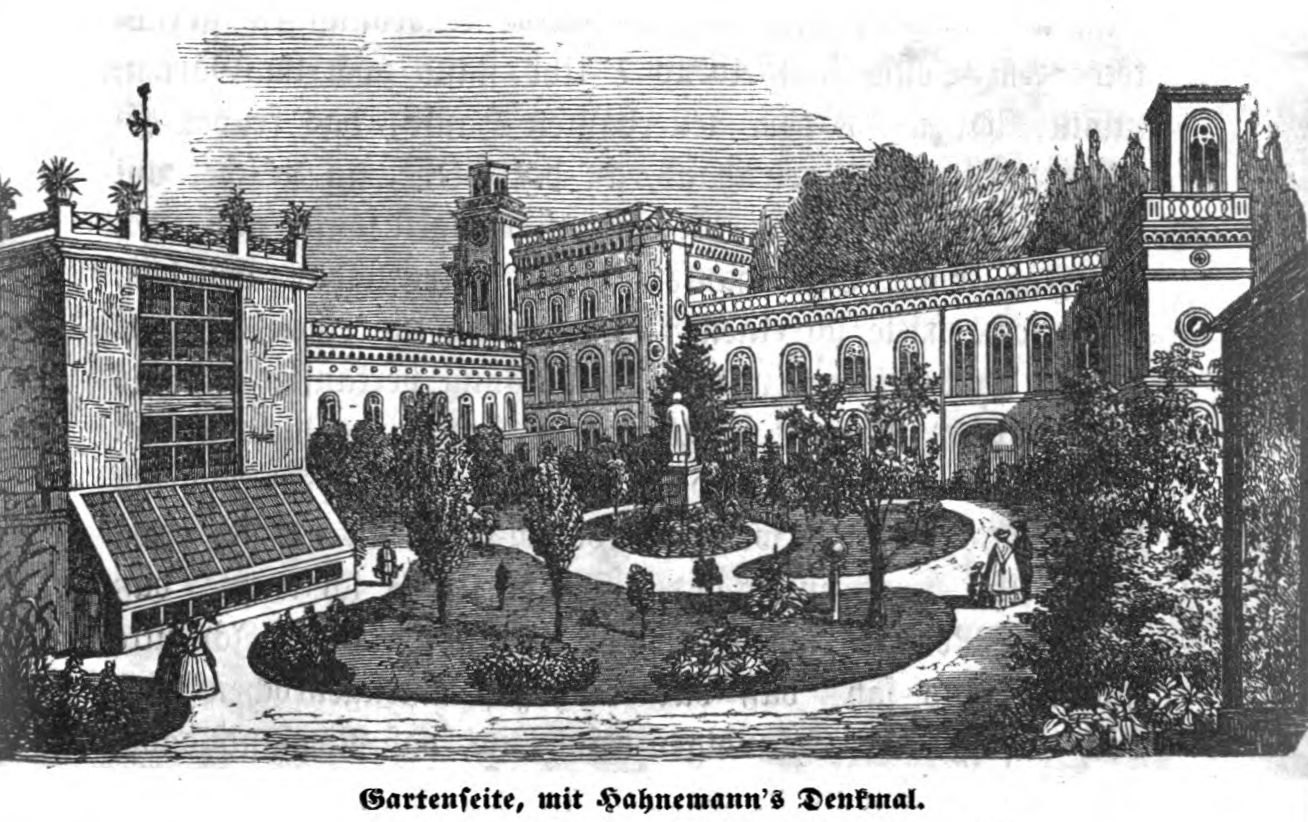
Arthur Lutzes homöopathische Klinik in Köthen, Gartenseite mit Hahnemann-Denkmal

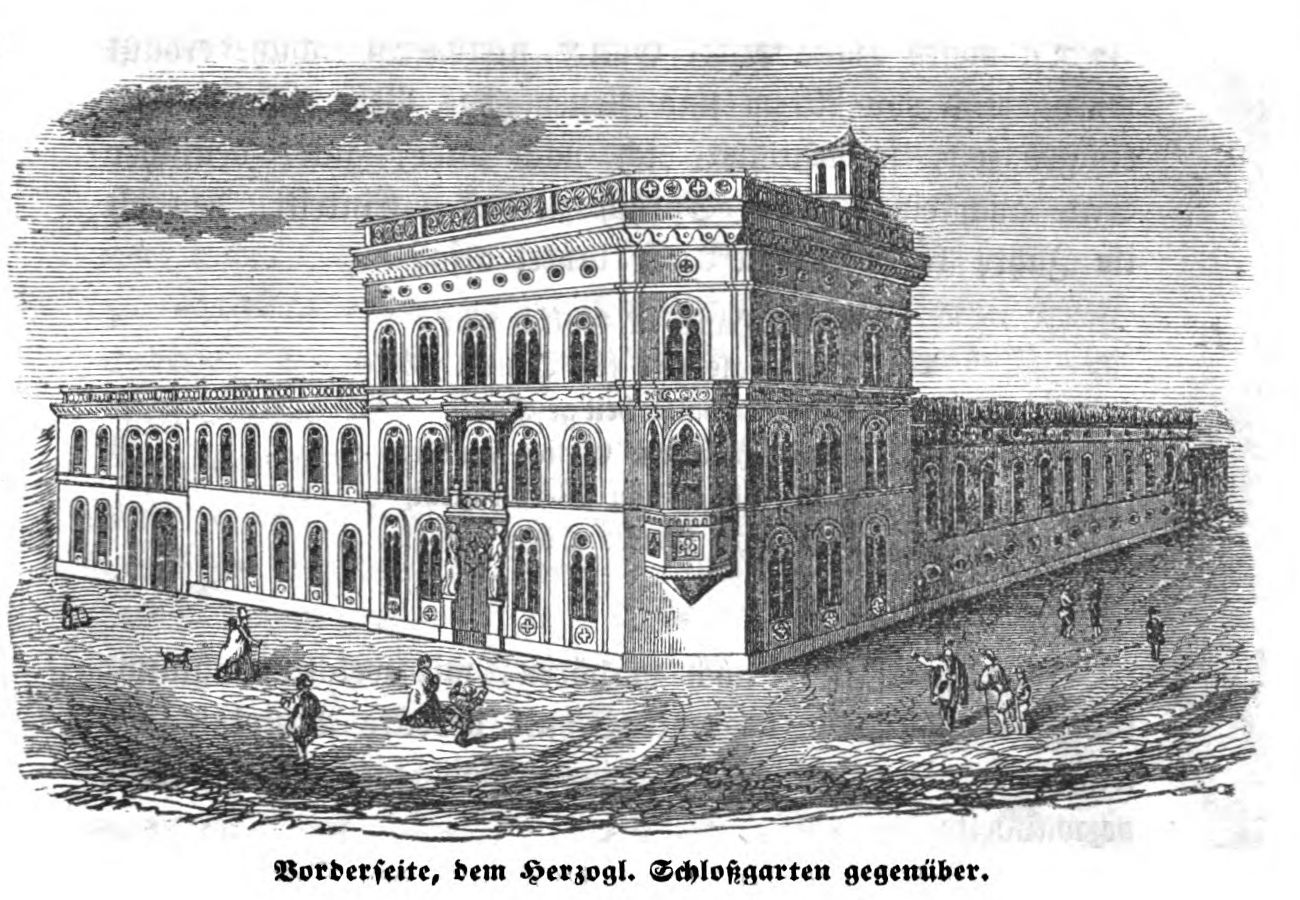
Arthur Lutzes homöopathische Klinik in Köthen, Vorderseite mit Blick auf den herzoglichen Park in Köthen

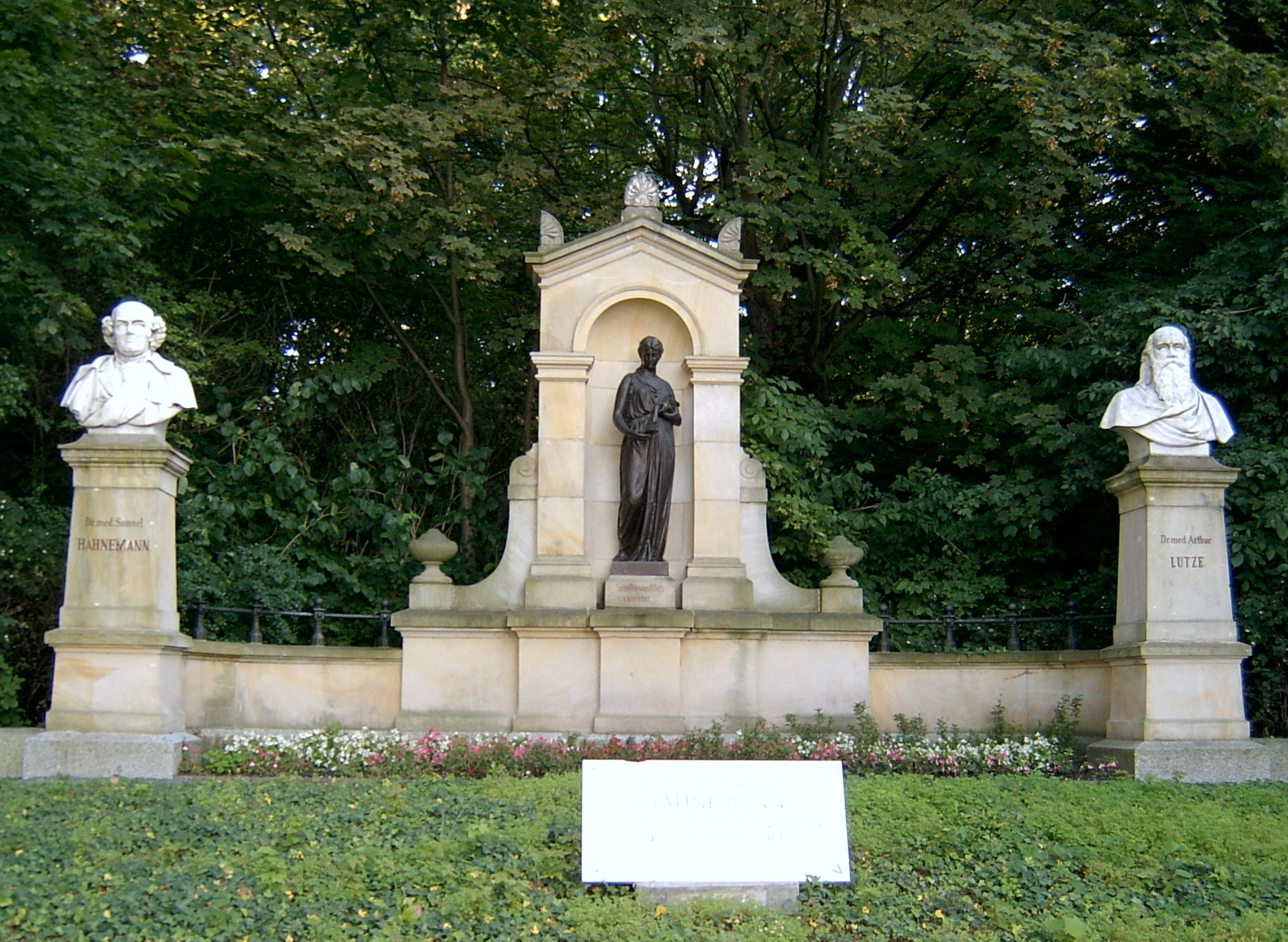
Denkmal für Lutze (rechts) und Hahnemann (links)

Arthur Lutze (* 1. Juni 1813 in Berlin; † 11. April 1870 in Köthen) war ein Heilpraktiker, der sich zu seiner Zeit den Ruf eines Wunderheilers erwarb.

## Leben
Als Sohn eines Konsuls kam Lutze im hannoverschen Konsulat Unter den Linden zur Welt, wurde aber schon kurz nach seiner Geburt auf das nach ihm benannte Familiengut Arthursberg bei Stettin gebracht. Er besuchte das Stettiner Gymnasium, später eine Privatschule in Bunzlau. Nach dem Verlust beider Eltern verdingte er sich 1830 als Postbeamter, zuerst in Nordhausen, von wo aus er mehrfach versetzt wurde. Im Nebenberuf interessierte er sich für Samuel Hahnemanns Veröffentlichungen zur Homöopathie und beschloss nach jahrelangen Privatstudien, sich selbst diesem Beruf zu widmen.
Er schied daher 1843 in Bad Langensalza aus dem Postdienst aus und hielt in Mühlhausen eine oft gedruckte, leidenschaftliche Rede zu Hahnemanns Ableben, die später zu einem Manifest der Homöopathie erhöht werden sollte. Er begann seine Karriere als Heilpraktiker an einer Armenklinik in Potsdam, wo er praktische Erfahrungen sammelte, indem er Tausende von Kranken meist kostenlos behandelte.  Mangels einer medizinischen Approbation wurde ihm jedoch 1845 jede weitere Tätigkeit in Preußen untersagt.
Im August 1846 übersiedelte er deshalb nach Hahnemanns früherem Wirkungsort Köthen, wo er in Herzog Heinrich von Anhalt-Köthen einem der Homöopathie wohlwollend gegenüberstehenden Landesfürsten begegnete, der zuvor schon Hahnemann gefördert hatte.  Lutze verlegte daher seine Potsdamer Praxis ganz nach Köthen, wo sie sich schnell eines derartigen Zulaufs erfreute, dass die Stadt fast einem Wallfahrtsort glich. „Dort lebt der große Wundermann, der alle Welt kurieren kann“, spottete ein Zeitgenosse. Lutze sah sich ganz als messianischer Heiler. Der berühmte Maler und Schriftsteller Wilhelm von Kügelgen schildert die imposante Erscheinung des charismatischen Wunderheilers: „eine kurze gedrungene Gestalt mit einem großen aber schönen und intelligenten Kopf … und ein ungeheurer Prophetenbart … kein bewusster Betrüger, aber unwillkürlicher Schwindler“ (aus: Lebenserinnerungen des Alten Mannes, Berlin 1870).
Abweichend von Hahnemanns Vorschriften verwendete Lutze zahlreiche selbst entwickelte, geradezu modern anmutende diätetische „Wellness“-Heilpraktiken ebenso wie die damals modische Mesmersche Magnetisiermethode, in die er von dem mit ihm befreundeten Naturforscher und Magnetiseur Julius Neuberth eingeführt wurde. In seiner populären Broschüre Lebensregeln der neuen, naturgemäßen Heilkunde (64 Auflagen) verbietet er den Genuss von Tabak, Kaffee, Tee und alkoholischen Getränken, ebenso wie scharfen Gewürzen und Kräutern. Seine Naturheilkunde wendet sich gegen Fleisch aller Art, vor allem wenn gebraten, und empfiehlt eine vegetarische Lebensweise mit viel Gemüse und Obst, Milch und Butter. Der von Lutze selbst erfundene koffeinfreie „Gesundheits-Kaffee“ aus Gerstenmalz, Roggen und Zuckerrüben mit Zichorie als Bitterstoff fand noch im 20. Jahrhundert zahlreiche Abnehmer.
Um die Augenheilkunde zu meistern und sich hierdurch medizinisch zu legitimieren, studierte er zwischenzeitlich in Halle (Saale), wo er unter anderem die Operation des Grauen Stars erlernte. Mit einer Dissertation De cataractae extractione promovierte er 1848 in Jena.
Gemeinsam mit seinen drei Söhnen richtete der unermüdliche Lutze in Köthen nunmehr eine Lehranstalt für Heilpraktiker ein, und 1854 beschloss er den Bau der bis dahin größten homöopathischen Klinik der Welt. Dank seiner immensen Popularität gelang es ihm binnen kurzer Zeit, zur Finanzierung dieses Riesenprojekts 100.000 selbstgedruckte „Lutze-Taler“ an private Spender abzusetzen, die heute gesuchte Sammelobjekte sind. Der 1855 eröffnete, noch heute existierende Klinikbau im Stil der Neorenaissance verfügte über mehrere große Krankensäle sowie 72 Zimmer für zahlende Privatpatienten, einen Park, diverse  Heilbäder, eine Bibliothek, eine Kunstgalerie und eine Sternwarte. Arme wurden nach wie vor umsonst behandelt.
Auch Fabrikation und weltweiter Versand von Medikamenten und vegetarischer Produkte sowie Vertrieb von Druckschriften bildeten Teil des Unternehmens. Allein im Jahr 1864 wurden durch 21 Assistenten 26.690 Patienten behandelt und 162.000 Anfragen aus allen fünf Erdteilen beantwortet. Die homöopathische Zunft lehnte jedoch Lutzes fabrikmäßige Massenbehandlungen von Anfang an ab und versuchte wiederholt, die Schließung seiner kontroversen Klinik durchzusetzen. Trotzdem existierte sie noch bis 1914.
Ebenso wie das Köthener Hahnemann-Haus wurde auch der lange vernachlässigte historische Prachtbau der Lutze-Klinik in jüngster Zeit restauriert und soll künftig als Seniorenstift genutzt werden. Das Historische Museum im nahen Schloss bietet eine permanente Ausstellung zum Thema Homöopathie in Köthen.
Bereits zu Lebzeiten erschuf der Bildhauer Adolf Itzenplitz 1868 eine Porträtbüste des Arthur Lutze in Marmor.

## Ehrungen
Am 15. Dezember 1897 wurde das große Lutze-Hahnemann-Denkmal des Bildhauers Heinrich Pohlmann (1839–1917) eingeweiht. Es befindet sich im Schlosspark gegenüber der Lutze-Klinik, Ecke Springstraße/Theaterstraße in Köthen.

## Werke (Auswahl)
- Hahnemanns Todtenfeier: Wesen der Homöopathie (1843). Cöthen 1850 u.ö., 47. Aufl. Cöthen 1903 (50 Auflagen)
- Lehrbuch der Homöopathie (1858).
  - 8. Aufl. Cöthen 1874 (900 S.),
  - 11. Aufl. - Köthen : Verl. d. Lutze'schen Heilanst., 1887. Digitalisierte Ausgabe der Universitäts- und Landesbibliothek Düsseldorf
  - 16. Aufl. Köthen 1933 (Ndr. Schirmer, München 1978)
- (Hrsg.): Samuel Hahnemanns Organon der Heilkunst. 6. Aufl. Cöthen 1865 (diese durch Lutze stark veränderte Fassung wird von der Homöopathie abgelehnt) (Ndr. Schirmer, München 1982)
- Anweisung für junge Frauen zum naturgemäßen Verhalten vor, in und nach dem Wochenbette.  4. Aufl. Cöthen 1901
- Arthur Lutzes Selbstbiographie.  Cöthen 1866 (Digitalisat)
- Gedächtnisbrücke für angehende Homöopathen.  6. Aufl. Cöthen 1890